# Love Affair
Love Affair (pierwotnie The Soul Survivors) – brytyjski zespół wokalno-instrumentalny założony w 1966 roku w Londynie, rozwiązany w 1973 roku. Ich najpopularniejsze utwory to: Everlasting Love (1967), Rainbow Valley, A Day Without Love, One Road czy Bringing on Back the Good Times.

## Skład
- Steve Ellis  – śpiew
- Morgan Fisher
- Rex Brayley
- Mick Jackson
- Maurice Bacon